# Álafoss
L'Álafoss (signifiant en islandais La chute de l'anguille) est une chute d'eau de la  rivière Varmá à Mosfellsbær en Islande. Une fabrique de laine du même nom est implanté près de la cascade depuis 1896, quand un agriculteur local a importé des machines à la laine qui utilisent l'énergie de la cascade. Pendant la Seconde Guerre mondiale des baraquements ont été construits ici pour les soldats britanniques. Álafoss a joué un rôle majeur dans la fondation et la croissance de la ville de Mosfellsbær. Le studio du groupe Sigur Rós nommé Sundlaugin se situe à Álafoss, et la cinquième piste de leur album ( ) est connu entre autres sous le titre Álafoss.